# Prekobrdo
Prekobrdo es una localidad de Croacia en el municipio de Rovišće, condado de Bjelovar-Bilogora.
La distancia entre Prekobrdo y Zagreb- capital de Croacia- es una hora y 10 min en vehículo.

## Geografía
Se encuentra a una altitud de 137 m s. n. m. a 83 km de la capital nacional, Zagreb.

## Demografía
En el censo 2011 el total de población de la localidad fue de 113 habitantes.
| Gráfica de población de Prekobrdo 1857-2011                         |
|                                                                     |
| Según los censos de población de la oficina estadística de Croacia. |